# I So-jon (judistka)
I So-jon (* 19. července 1981) je bývalá korejská zápasnice-judistka.

## Sportovní kariéra
V korejské reprezentaci se pohybovala od roku 1999 v polotěžké váze do 78 kg. Připravovala se na univerzitě v Jonginu. V roce 2000 uspěla při korejské nominaci na olympijské hry v Sydney. Ve čtvrtfinále svedla napínavou taktickou bitvu s francouzskou favoritkou Céline Lebrunovou, se kterou prohrála až na praporky rozhodčích tzv. hantei. V opravách si potom podobně nedokázala získat sympatie rozhodčích v zápase s Rumunkou Simonou Richterovou a prohrála na praporky. Obsadila 7. místo.
Po olympijských hrách v Sydney jí z pozice reprezentační jedničky sesadila Čo Su-hui. Zdravotní komplikace Čo Su-hui jí však v olympijské sezoně 2004 vrátila zpátky a nakonec vybojovala nominaci na olympijské hry v Athénách. V Athénách se hned v úvodním kole nechala zvedačkou hodit na ippon od Ukrajinky Anastasije Matrosovové a přes opravy obhájila 7. místo ze Sydney. V reprezentaci vydržela do roku 2008, když prohrála nominaci na olympijské hry v Pekingu s Čong Kjong-mi.
Věnuje se trenérské práci s mládeží.

## Výsledky
| Turnaj            | 1999           | 2000           | 2001           | 2002           | 2003           | 2004           | 2005           | 2006           | 2007           |
| Turnaj            | 18             | 19             | 20             | 21             | 22             | 23             | 24             | 25             | 26             |
| Turnaj            | polotěžká váha | polotěžká váha | polotěžká váha | polotěžká váha | polotěžká váha | polotěžká váha | polotěžká váha | polotěžká váha | polotěžká váha |
| ----------------- | -------------- | -------------- | -------------- | -------------- | -------------- | -------------- | -------------- | -------------- | -------------- |
| Olympijské hry    |                | 7.             |                |                |                | 7.             |                |                |                |
| Mistrovství světa | —              |                | 3.             |                | —              |                | —              |                | —              |
| Asijské hry       |                |                |                | —              |                |                |                | 2.             |                |
| Mistrovství Asie  | 3.             | 5.             | —              |                | 3.             | —              | —              |                | —              |
| Univerziáda       | —              |                | —              |                | —              |                |                |                | 2.             |